# میگل آنخل (بازیکن فوتبال)
میگل آنخل گومز لوپز (انگلیسی: Miguel Ángel؛ زادهٔ ۱۵ مهٔ ۱۹۹۸) بازیکن فوتبال اهل اسپانیا است که که برای آلباسته بالومپیه به عنوان مهاجم بازی می‌کند.